# Be Human
Be Human és el tercer àlbum d'estudi de Fightstar i va sortir a la llum el 20 d'abril de 2009.
L'àlbum va ser coproduït per la banda juntament amb Carl Bown i gravat entre el període d'agost fins al desembre de 2008 a Treehouse Studios, Chesterfield, Derbyshire.
La banda també va treballar amb el compositor Audrey Riley a Air Studios, Londres amb una orquestra de 16 peces i citen com el major avenç en termes de so dels seus temes anteriors. El vocalista i guitarrista, Charlie Simpson, va comentar "Va ser fantàstic afegir aquest nou element, aquesta cara clàssica, dins el nou àlbum. Hi afegeix moltíssim."
El primer senzill de l'àlbum va ser "The English Way", lliurat amb un vídeo musical el 31 de novembre de 2008. El CD només hi havia una demo titulada Colours Bleed, que ara ha canviat el seu nom per Colours Bleed To Red, per al nou àlbum.
El vídeo per al segon senzill, "Mercury Summer", va ser premiat el 25 de febrer de 2009 i sortirà físicament a la llum el 6 d'abril. La cançó sobretot va mostrar el so més experimental del nou àlbum amb força cordes i sintetitzador.
Be Human va entrar a la UK Albums Chart al número #20, fent d'àquest àlbum el més valorat a les llistes en comparació amb els altres de Fightstar.

## Llista de pistes
Totes escrites per Fightstar, dins el nou àlbum Be Human.
| Pista | Nom                         | Duració |
| ----- | --------------------------- | ------- |
| 1     | Calling On All Stations     | 3:26    |
| 2     | The English Way             | 3:32    |
| 3     | War Machine                 | 4:47    |
| 4     | Never Change                | 3:02    |
| 5     | Colours Bleed To Red        | 3:18    |
| 6     | The Whisperer               | 3:58    |
| 7     | Mercury Summer              | 3:06    |
| 8     | Give Me The Sky             | 4:01    |
| 9     | Chemical Blood              | 3:52    |
| 10    | Tonight We Burn             | 3:50    |
| 11    | Damocles                    | 3:36    |
| 12    | Follow Me Into The Darkness | 5:44    |
|       | Total                       | 46:12   |

### B-sides
"The English Way"
- "Colours Bleed" (Àlbum Demo)
- "Drown"
- "Hide and Seek" (Cover de Imogen Heap)
- "The English Way" (Acústica)

"Mercury Summer"
- "Athea"
- "We Left Tracks Of Fire"
- "Mercury Summer" (Acústica)
- "Mercury Summer" (Remix de Nero i Ohms)

"Never Change"
- "A Short History of the World“
- "Never Change“ (Acústica)
- "These Days"
- "Never Change“ (Demo)

"A City on Fire"
- "Vincent“ (cover de Don McLean)

## Posició a les llistes
| LLista                | Posició |
| --------------------- | ------- |
| UK Album Chart        | 20      |
| UK Rock Albums        | 1       |
| UK Independent Albums | 1       |

## Personal

### Banda
- Charlie Simpson — Vocal / Guitarrista / Teclat
- Alex Westaway — Guitarrista / Vocal
- Dan Haigh — Baixista
- Omar Abidi — Bateria / Percussió

### Orquestra
- Audrey Riley - Director, Violoncel
- Joeri de Vente - Trompa francesa
- Rowland Sutherland - Flauta, Flauta contralt
- Christian Forshaw - Clarinet, Clarinet baix

### Cor
Pista 2
- Caius Fitzgerald
- Luke Bowen
- Andrew Armstrong
- Josh Rees-Jones

Pista 3
- Rugby School Chamber Choir

### Producció
- Produït per Carl Bown i Fightstar
- Enginyeria per Carl Bown
- Assistència per Jim Pinder
- Mesclat per Carl Bown i Matt Hyde
- Masterització per John Davis
- Enregistrat a Treehouse Studios, Chesterfield, Derbyshire i AIR Studios, Londres.
- Artwork per Ryohei Hase